# Zwarte arendbuizerd
De zwarte arendbuizerd (Buteogallus urubitinga) is een roofvogel uit de familie van de Accipitridae (havikachtigen).

## Verspreiding en leefgebied
Deze soort komt voor van Mexico tot noordelijk Argentinië en telt twee ondersoorten:
- B. u. ridgwayi: van Mexico tot westelijk Panama.
- B. u. urubitinga: van oostelijk Panama tot noordelijk Argentinië.

## Status
De grootte van de populatie is in 2019 geschat op 0,5-5 miljoen volwassen vogels. Op de Rode lijst van de IUCN heeft deze soort de status niet bedreigd.